# Station Hymont-Mattaincourt
Station Hymont-Mattaincourt is een spoorwegstation in de Franse gemeente Hymont en bedient ook de aangrenzende gemeente Mattaincourt.